# Port lotniczy Bethel
Port lotniczy Bethel (IATA: BET, ICAO: PABE) – port lotniczy położony 6 km na południowy zachód od Bethel, w stanie Alaska, w Stanach Zjednoczonych.